# Ángel Casero
Ángel Luis Casero Moreno (Albalat dels Tarongers, 27 settembre 1972) è un ex ciclista su strada spagnolo, professionista dal 1994 al 2005 e vincitore di una Vuelta a España (2001).

## Carriera
Passato professionista nel 1994 con la Banesto di Miguel Indurain, nel corso dello stesso anno riuscì ad imporsi nel Tour de l'Avenir, importante gara per Under-23.
Dopo quattro stagioni si trasferì alla Vitalicio Seguros, con la quale in un biennio conquistò per due volte consecutive il titolo di campione di Spagna su strada nella prova in linea, classificandosi anche al quinto posto nel primo Tour de France 1999 vinto dallo statunitense Lance Armstrong.
Nel 2000, passato alla Festina, concluse al secondo posto la Vuelta a España vinta da Roberto Heras, mentre l'anno successivo riuscì invece nell'impresa di vincere la corsa spagnola, strappando la maglia oro a Óscar Sevilla nell'ultima tappa a cronometro.
Dopo il suo ritiro dall'attività sportiva, avvenuto nel 2005, il suo nome venne accostato all'Operación Puerto, venendo identificato dalla Guardia Civil come cliente di Eufemiano Fuentes, senza tuttavia mai essere sanzionato dalla giustizia spagnola.

## Palmarès
- 1994 (Banesto, una vittoria)

Classifica generale Tour de l'Avenir
- 1995 (Banesto, due vittorie)

Trofeo Luis Ocaña
Clásica a los Puertos de Guadarrama
- 1997 (Banesto, due vittorie)

3ª tappa Vuelta a Castilla y León (Ledesma, cronometro)
Classifica generale Vuelta a Castilla y León
- 1998 (Vitalicio Seguros, una vittoria)

Campionati spagnoli, Prova in linea
- 1999 (Vitalicio Seguros, due vittorie)

Campionati spagnoli, Prova in linea
Prologo Volta a Catalunya (La Pineda > Vila-seca)
- 2001 (Festina, una vittoria)

Classifica generale Vuelta a España

### Altri successi
- 2005 (Comunidad Valenciana)

Critérium Comunidad Valenciana

## Piazzamenti

### Grandi Giri
- Tour de France

1997: 29º
1998: ritirato (18ª tappa)
1999: 5º
2000: ritirato (13ª tappa)
2001: ritirato (10ª tappa)
2003: 57º
- Vuelta a España

1995: 13º
1996: 24º
1997: ritirato (9ª tappa)
1998: ritirato (11ª tappa)
1999: ritirato (17ª tappa)
2000: 2º
2001: vincitore
2002: 6º
2003: ritirato (12ª tappa)
2005: ritirato (10ª tappa)

### Competizioni mondiali
- Campionati del mondo

Lisbona 2001 - In linea: 42º